# Rivière-Héva
Pour les articles homonymes, voir Héva (homonymie).
Rivière-Héva est une municipalité du Québec (Canada) dans la municipalité régionale de comté de La Vallée-de-l'Or de la région administrative Abitibi-Témiscamingue.

## Histoire
- 8 mars 1982 : Fondation de la municipalité de Rivière-Héva.
- 29 août 2009 : Annexion de tout le territoire non-organisé de Lac-Fouillac et d'une partie de celui de Lac-Granet[2].

Rivière-Héva existait avait été fondée dans les années 1930. Toutefois, ce n'est qu'en 1982 qu'elle a atteint le statut de municipalité.
Le fonds d'archives de la Paroisse de Saint-Paul-de-Rivière-Héva est conservé au centre d'archives de Rouyn de Bibliothèque et Archives nationales du Québec.

## Démographie
| 1991  | 1996  | 2001  | 2006  | 2011  | 2016  | 2021  |
| ----- | ----- | ----- | ----- | ----- | ----- | ----- |
| 1 043 | 1 096 | 1 119 | 1 056 | 1 433 | 1 419 | 1 495 |

## Administration
Les élections municipales se font en bloc pour le maire et les six conseillers.
| Rivière-Héva Maires depuis 2001                                                                                      |                     |         |          |
| Élection | Maire               | Qualité | Résultat |
| 2001 | Ginette Noël Gravel |         | Voir     |
| 2005 | Réjean Guay         |         | Voir     |
| 2009 | Réjean Guay         | Voir    |          |
| 2013 | Réjean Guay         | Voir    |          |
| 2017 | Réjean Guay         | Voir    |          |
| 2021 | Chantal Thibault    |         | Voir     |
| Élection partielle en italique Depuis 2005, les élections sont simultanées dans toutes les municipalités québécoises |                     |         |          |